# Esquemas
Esquemas è il secondo album in studio della cantante statunitense Becky G, pubblicato il 13 maggio 2022.

## Promozione
Dopo aver ottenuto dei forti riscontri commerciali con i singoli Ram Pam Pam, Fulanito e Mamiii, nell'aprile 2022 Becky G ha pubblicato il singolo No mentien e annunciato l'imminente pubblicazione dell'album.

## Tracklist
1. Buen dia – 3:38
2. Fulanito (feat. El Alfa) – 3:38
3. Tajin (feat. Guaynaa) – 2:54
4. Flashback (feat. Elena Rose) – 3:25
5. Bailé con mi ex – 2:41
6. Dolores – 3:19
7. Una mas – 3:07
8. Borracha – 3:37
9. Kill Bill – 3:01
10. Que le muerda – 3:40
11. Guapa – 3:19
12. Ram Pam Pam (feat. Natti Natasha) – 3:21
13. No mentien – 3:27
14. Mamiii (feat. Karol G) – 3:47

## Classifiche
| Classifica (2022) | Posizione massima |
| ----------------- | ----------------- |
| Spagna            | 28                |
| Stati Uniti       | 92                |